# Успение Богородично (Здралци)
Вижте пояснителната страница за други значения на Успение Богородично.
„Успение Богородично“ (на гръцки: Ναός της Κοιμήσεως της Θεοτόκου) е православна църква, разположена в костурското село Здралци (Амбелокипи), Егейска Македония, Гърция. Църквата е енорийски храм на Хрупищкото архиерейско наместничество на Костурската епархия.

## Местоположение
Църквата е разположена в южния край на селото.

## История
Църквата е най-старият храм на Здралци след гробищната „Свети Николай“, където е било старото място на селото. След постепенното преместване на селото на сегашното си място в края на XVII – началото на XVIII век, около 1820 – 1830 година при свещеничеството на поп Йоан (родоначалникът на фамилията Папайоану), се построява църквата „Успение Богородично“. Годините 1820 – 1830 са и отбелязани на нов надпис на храма. Църквата е основно реновирана в 2001 година при поп Николас Димитриадис.
Храмът има ценен оригинален частично резбован иконостас с възрожденски икони и царски двери.
| Списък на свещениците в Здралци | Списък на свещениците в Здралци | Списък на свещениците в Здралци |
| Име                             | Име                             | Бележки |
| ------------------------------- | ------------------------------- | --- |
| Николас Димитриадис             | Νικόλας Δημητριάδης             | Роден е в 1939 година в Ревани. Ръкоположен е на 30 юни 1971 година, служи в Здралци от 1974 година. |
| Сотирис Долопулос               | Σωτήρης Ντολόπουλος             | Роден е в Драгасия (Дислап) в 1914 година. Ръкоположен е в 1947 година. Свещеник е на Здралци в периода 1971 - 1974 година, след което отива в енорията на „Вси Светии“ в Костур.                                    |
| Георги Георгиев                 | Γιώργης Γεωργιάδης              | Роден е в Здралци в 1895 година. Ръкоположен е за свещеник в 1930 година и е свещеник в Здралци до 1971 година, когато се пенсионира. Умира на 8 февруари 1985 година и е погребан зад олтара на „Свети Николай“.    |
| Мавриди                         | Μαυρίδης                        | Роден в Желин. |
| Васил Чапаров                   | Βασίλης Τσαπαρόπουλος           | Роден е в 1868 година в Здралци. Свещеник е от 1900 до 1929 година. |
| Васил Попянев                   | Βασίλης γιός ΠαπαΓιάννη         | Починал млад около 1900 година. |
| Яни                             | Γιάννης                         | Прадядо на семейство Папайоану. Той е свещеник, когато селото все още беше около половината в Чифлик около „Свети Никола“. Поп Яни с помощта на селяните построява „Успение Богородично“ на мястото на Попово гумно. |